# UCIワールドツアー2020
UCIワールドツアー2020（UCI World Tour 2020）は、UCIワールドツアーの2020年におけるシリーズ 。ツアー・オブ・ターキーはUCIプロシリーズに降格となり、ツアー・オブ・カリフォルニアが資金難から開催できず、全36戦となる予定であったが、新型コロナウイルス感染症の流行により3月に入って中止や延期となるレースが多発し、日程は大幅に変更された。

## 参加チーム
- AG2R・ラ・モンディアル (ALM)  フランス
- アスタナ (AST)  カザフスタン
- バーレーン・マクラーレン (TBM)  バーレーン
- ボーラ＝ハンスグローエ (BOH)  ドイツ
- CCCチーム (CCC)  ポーランド
- コフィディス・ソリュシオンクレディ (COF)  フランス
- ドゥクーニンク・クイックステップ (DQT)  ベルギー
- EFプロサイクリング (EF1)  アメリカ合衆国
- グルパマ・FDJ (GFC)  フランス
- ロット・ソウダル (LTS)  ベルギー
- ミッチェルトン・スコット (MTS)  オーストラリア
- モビスター・チーム (MOV)  スペイン
- NTTプロ・サイクリング (NTT)  南アフリカ共和国
- チーム・イネオス (INS)  イギリス
- イスラエル・スタートアップネーション (ISN)  イスラエル
- チーム・ユンボ・ヴィスマ (TJV)  オランダ
- チーム・サンウェブ (SUN)  ドイツ
- トレック・セガフレード (TFS)  アメリカ合衆国
- UAE チーム・エミレーツ (UAD)  アラブ首長国連邦

## 日程
| 日程                              | レース名                                             | 優勝者                           | 国籍           | 所属チーム                       |
| --------------------------------- | ---------------------------------------------------- | -------------------------------- | -------------- | -------------------------------- |
| 1月21日〜26日                     | ツアー・ダウンアンダー                               | リッチー・ポート                 | オーストラリア | トレック・セガフレード           |
| 2月2日                            | カデル・エヴァンス・グレートオーシャン・ロードレース | ドリス・デヴェナインス           | ベルギー       | ドゥクーニンク・クイックステップ |
| 2月23日〜2月27日                  | UAEツアー                                            | アダム・イェーツ                 | イギリス       | ミッチェルトン・スコット         |
| 2月29日                           | オムロープ・ヘット・ニウスブラット                   | ジャスパー・ストゥイヴェン       | ベルギー       | トレック・セガフレード           |
| 3月7日→8月1日                     | ストラーデ・ビアンケ                                 | ワウト・ファン・アールト         | オランダ       | チーム・ユンボ・ヴィスマ         |
| 3月8日〜14日                      | パリ〜ニース                                         | マクシミリアン・シャッハマン     | ドイツ         | ボーラ＝ハンスグローエ           |
| 3月11日〜17日→9月7日〜14日        | ティレーノ〜アドリアティコ                           | サイモン・イェーツ               | イギリス       | ミッチェルトン・スコット         |
| 3月21日→8月8日                    | ミラノ〜サンレモ                                     | ワウト・ファン・アールト         | オランダ       | チーム・ユンボ・ヴィスマ         |
| 3月25日→10月21日                  | デ・パンネ3日間                                      | イヴ・ランパールト               | ベルギー       | ドゥクーニンク・クイックステップ |
| 3月27日                           | E3ビンクバンク・クラシック                           | 中止                             |                |                                  |
| 3月23日〜29日                     | カタルーニャ一周                                     | 中止                             |                |                                  |
| 3月29日→10月11日                  | ヘント〜ウェヴェルヘム                               | マス・ピーダスン                 | デンマーク     | トレック・セガフレード           |
| 4月1日→10月14日                   | ドワルス・ドール・フラーンデレン                     | 中止                             |                |                                  |
| 4月5日→10月18日                   | ロンド・ファン・フラーンデレン                       | マチュー・ファン・デル・プール   | オランダ       | アルペシン＝フェニックス         |
| 4月6日〜11日                      | バスク一周                                           | 中止                             |                |                                  |
| 4月12日→10月25日                  | パリ〜ルーベ                                         | 中止                             |                |                                  |
| 4月19日→10月10日                  | アムステルゴールドレース                             | 中止                             |                |                                  |
| 4月22日→9月30日                   | フレッシュ・ワロンヌ                                 | マルク・ヒルシ                   | スイス         | チーム・サンウェブ               |
| 4月26日→10月4日                   | リエージュ〜バストーニュ〜リエージュ                 | プリモシュ・ログリッチ           | スロベニア     | チーム・ユンボ・ヴィスマ         |
| 4月28日〜5月3日                   | ツール・ド・ロマンディ                               | 中止                             |                |                                  |
| 5月1日                            | エシュボルン＝フランクフルト                         | 中止                             |                |                                  |
| 5月9日〜5月31日→10月3日〜10月25日 | ジロ・デ・イタリア                                   | テイオ・ゲイガンハート           | イギリス       | イネオス・グレナディアス         |
| 5月31日〜6月7日→8月12日〜8月16日  | クリテリウム・デュ・ドフィネ                         | ダニエル・フェリペ・マルティネス | コロンビア     | EFプロサイクリング               |
| 6月6日〜14日                      | ツール・ド・スイス                                   | 中止                             |                |                                  |
| 6月27日〜7月19日→8月29日〜9月20日 | ツール・ド・フランス                                 | タデイ・ポガチャル               | スロベニア     | UAE チーム・エミレーツ           |
| 7月5日〜7月11日→8月5日〜8月9日    | ツール・ド・ポローニュ                               | レムコ・エーヴネプール           | ベルギー       | ドゥクーニンク・クイックステップ |
| 7月25日                           | クラシカ・サンセバスティアン                         | 中止                             |                |                                  |
| 8月16日                           | プルデンシャル・ライドロンドン＝サリー・クラシック   | 中止                             |                |                                  |
| 8月16日                           | ユーロアイズ・サイクラシックス                       | 中止                             |                |                                  |
| 8月31日〜9月6日→9月29日〜10月3日  | ビンクバンク・ツアー                                 | マチュー・ファン・デル・プール   | オランダ       | アルペシン＝フェニックス         |
| 8月14日〜9月6日→10月20日〜11月8日 | ブエルタ・ア・エスパーニャ                           | プリモシュ・ログリッチ           | スロベニア     | チーム・ユンボ・ヴィスマ         |
| 8月23日→8月25日                   | ブルターニュ・クラシック                             | マイケル・マシューズ             | オーストラリア | チーム・サンウェブ               |
| 9月11日                           | グランプリ・シクリスト・ド・ケベック                 | 中止                             |                |                                  |
| 9月13日                           | グランプリ・シクリスト・ド・モンレアル               | 中止                             |                |                                  |
| 10月10日→8月15日                  | ジロ・ディ・ロンバルディア                           | ヤコブ・フルサン                 | デンマーク     | アスタナ・プロチーム             |
| 10月15日〜20日                    | ツアー・オブ・広西                                   | 中止                             |                |                                  |